# Heinz Wiefels
Heinz Wiefels (* 12. April 1910 in Krefeld; † 13. Oktober 1980) war ein deutscher Jurist und Richter am Bundesgerichtshof.
Nach 1945 war er zunächst als Richter im Justizdienst des Landes Nordrhein-Westfalen beschäftigt, unter anderem mit Wirkung vom 1. November 1951 als Landgerichtsdirektor am Landgericht Krefeld. Mit Wirkung vom 15. Juli 1954 wurde Wiefels an den Bundesgerichtshof berufen. Von 1957 bis zu seinem Eintritt in den Ruhestand 1968 war er Mitglied des dortigen Staatsschutzsenates.
Seit 1928 war er Mitglied der katholischen Studentenverbindung KDStV Novesia Bonn.